# Atlético Famaillá
Club Atlético Famaillá – argentyński klub piłkarski z siedzibą w mieście Famaillá leżącym w prowincji Tucumán.

## Historia
Klub Atlético Famaillá założony został 8 czerwca 1908 roku. Udane występy w piątej lidze argentyńskiej (Torneo Argentino C) w sezonie 2006/07 sprawiły, że w sezonie 2007/08 klub przystąpił do rozgrywek czwartoligowych (Torneo Argentino B).